# Filip Đorđević
Filip Đorđević (in serbo Филип Ђорђевић?, traslitterazione anglosassone Filip Djordjevic; Belgrado, 28 settembre 1987) è un ex calciatore serbo, di ruolo attaccante.

## Caratteristiche tecniche
Soprannominato Il Cobra, è una prima punta centrale dotata di un fisico imponente. Pur avendo nella forza fisica la sua qualità prevalente, ha anche una spiccata tecnica di base, che gli consente di fornire assist ai compagni di squadra. Il suo tallone d'achille è il limitato fiuto del goal.

## Carriera

### Club

#### Gli inizi in Serbia
Cresciuto nelle giovanili della Stella Rossa di Belgrado, esordisce con la prima squadra del club serbo nella stagione 2005-2006 dove totalizza una sola presenza in campionato. In questa stagione, anche se non fu uno dei protagonista, poté festeggiare la vittoria dei due titoli vinti dal suo club: Il Campionato serbomontenegrino e la Coppa di Serbia e Montenegro.
La stagione successiva, viene ceduto in prestito nella seconda divisione del campionato serbo di calcio. Per un'intera stagione veste la maglia del Rad Belgrado, dove disputa un totale di 35 partite nelle quali segna 16 reti. Per la stagione 2007-2008 fa ritorno al suo vecchio club d'origine, nel quale continua a trovare poco spazio, difatti nella sessione invernale del calciomercato viene ceduto nuovamente in prestito al club francese del Nantes.

#### Nantes
Nel gennaio del 2008 passa al Nantes militante nella Ligue 2, seconda divisione del calcio francese. Esordisce l'11 gennaio successivo, nella vittoria per 2-1 contro la Châteauroux, subentrando a Loïc Guillon al 62'. Il primo gol in terra francese arriva l'11 febbraio 2008 contro il Brest, prima subentra ad Aurélien Capoue al 69' ed al minuto 82 firma il momentaneo 2-0 contro gli avversari, la partita si concluderà 2-1. Il 25 febbraio successivo sigla la sua prima doppietta con la nuova maglia, in occasione della partita vinta per 2-1 contro il Sedan; anche in questa occasione non parte titolare, ma dopo aver sostituito il compagno di squadra Nicolas Goussé, al minuto 57, cinque minuti dopo apre le marcature della partita e negli ultimi istanti della partita la chiude siglando il 2-1 finale. A fine stagione, anche grazie al suo contributo (19 presenze totali e 7 reti), il Nantes si piazza al secondo posto, dietro il Le Havre, che gli permette di essere promosso in Ligue 1.
Il club francese decide di riscattare il giovane attaccante serbo, che esordisce nella massima categoria francese il 9 agosto 2008 nella sconfitta per 2-1 contro l'Auxerre. Il primo gol, in Ligue 1, arriva il 29 novembre 2008 nella vittoria per 2-0 contro la neopromossa del Le Havre, Djordjevic apre le marcature della partita al minuto 68 per poi uscire pochi minuti dopo. Il 17 gennaio 2009 sigla il suo secondo ed ultimo gol stagionale nella massima serie francese, in occasione della sconfitta per 2-1 contro il Bordeaux. La stagione nel massimo campionato francese non è delle migliori, ne per il Nantes ne per l'attaccante serbo, infatti il club viene retrocesso nuovamente in Ligue 2.
Dopo quattro stagioni passate in Ligue 2, nella stagione 2012-2013, Djordevic trascina nuovamente il Nantes alla promozione in Ligue 1. L'attaccante serbo, in questa stagione, sigla ben 20 reti che permettono ai canarini di piazzarsi al terzo ed ultimo posto utile per la promozione. Il 5 ottobre 2013 mette a segno la sua prima doppietta in Ligue 1, in occasione della vittoria per 3-0 contro l'Evian.

#### Lazio
Il 19 marzo 2014 annuncia di aver firmato un contratto, fino al 2018, con il club italiano della Lazio, che aveva depositato il contratto presso la Lega Calcio il 20 gennaio precedente. Esordisce il 24 agosto 2014 in occasione della partita di Coppa Italia, vinta 7-0, contro il Bassano Virtus. Il 31 agosto successivo fa il suo esordio anche nel campionato italiano nella sconfitta esterna, per 3-1, contro il Milan. Il 29 settembre 2014 realizza una tripletta nella partita vinta, per 4-0, in casa del Palermo, mettendo a segno i suoi primi gol con la maglia biancoceleste. Il 24 gennaio 2015, in occasione della partita casalinga, vinta per 3-1, contro il Milan, subisce un trauma distorsivo alla caviglia destra e sottoponendosi ad esami clinici e strumentali si è riscontrata una frattura spiroide scomposta del malleolo peroneale destro che lo porterà a stare fuori dai campi per un periodo vicino ai 3 mesi. Torna in campo il 3 maggio 2015 in occasione del pareggio esterno, per 1-1, contro l'Atalanta. Il 20 maggio 2015 perde la finale di Coppa Italia dove la Lazio viene sopraffatta dalla Juventus per 2-1. Conclude la sua prima stagione alla Lazio con 27 presenze e 9 gol in totale.
La seconda stagione si apre l'8 agosto 2015 con la sconfitta nella Supercoppa italiana 2015, per 2-0, contro i Campioni d'Italia della Juventus. Il 5 novembre successivo mette a segno le sue prime due marcature in campo internazionale, in occasione della trasferta di Europa League vinta, per 0-2, contro i norvegesi del Rosenborg. Chiude la seconda stagione in biancoceleste con un bottino di 32 presenze e 6 reti.
Il 17 maggio 2017 perde la sua seconda finale di Coppa Italia poiché la sua squadra viene superata, per 2-0, dalla Juventus.

#### Chievo
Il 13 giugno 2018, dopo aver trascorso una stagione da fuori rosa alla Lazio, firma un contratto triennale con il Chievo. Debutta il 18 agosto, in occasione della prima giornata di campionato contro la Juventus (2-3), subentrando al 67' a Mariusz Stępiński. Il 27 gennaio 2019 segna il primo gol con i clivensi nella partita persa con la Fiorentina (3-4). Chiude con quell'unico gol in 13 presenze una stagione caratterizzata dalla retrocessione del club in Serie B con diverse giornate d'anticipo.
Confermato anche nella successiva stagione tra i cadetti, il 30 agosto segna il proprio primo gol in Serie B, nella partita con l'Empoli (1-1). Nonostante qualche acciacco fisico, termina la stagione con 10 reti, di cui una durante i play-off. In quella successiva, complici maggiori infortuni, non scende in campo con continuità, concludendo l'annata con soli 4 goal. A fine anno rimane svincolato, non rinnovando il proprio contratto con il club clivense.

### Nazionale
Esordisce con la maglia della nazionale maggiore serba il 14 novembre 2012, in occasione della partita amichevole, disputata a San Gallo, in Svizzera, contro il Cile; Djordevic entra al 46' al posto di Marko Šćepović e appena tre minuti dopo sigla il proprio primo gol in nazionale (la partita verrà poi vinta per 3-1 dai serbi).

## Statistiche

### Presenze e reti nei club
| Stagione            | Squadra             | Campionato          | Campionato | Campionato | Coppe nazionali | Coppe nazionali | Coppe nazionali | Coppe continentali | Coppe continentali | Coppe continentali | Altre coppe | Altre coppe | Altre coppe | Totale | Totale |
| Stagione            | Squadra             | Comp                | Pres       | Reti       | Comp            | Pres            | Reti            | Comp               | Pres               | Reti               | Comp        | Pres        | Reti        | Pres   | Reti   |
| ------------------- | ------------------- | ------------------- | ---------- | ---------- | --------------- | --------------- | --------------- | ------------------ | ------------------ | ------------------ | ----------- | ----------- | ----------- | ------ | ------ |
| 2005-2006           | Stella Rossa        | SL                  | 1          | 0          | CSM             | 0               | 0               | CU                 | 0                  | 0                  | -           | -           | -           | 1      | 0      |
| 2006-2007           | Rad Belgrado        | PL                  | 35         | 16         | CS              | 0               | 0               | -                  | -                  | -                  | -           | -           | -           | 35     | 16     |
| 2007-gen. 2008      | Stella Rossa        | SL                  | 7          | 0          | CS              | 0               | 0               | UCL+CU             | 3+3                | 0                  | -           | -           | -           | 13     | 0      |
| Totale Stella Rossa | Totale Stella Rossa | Totale Stella Rossa | 8          | 0          |                 | -               | -               |                    | 6                  | 0                  |             | -           | -           | 14     | 0      |
| gen.-giu. 2008      | Nantes              | L2                  | 18         | 7          | CF+CdL          | 1+0             | 0               | -                  | -                  | -                  | -           | -           | -           | 19     | 7      |
| 2008-2009           | Nantes              | L1                  | 19         | 2          | CF+CdL          | 0+1             | 0               | -                  | -                  | -                  | -           | -           | -           | 20     | 2      |
| 2009-2010           | Nantes              | L2                  | 19         | 2          | CF+CdL          | 1+0             | 0               | -                  | -                  | -                  | -           | -           | -           | 20     | 2      |
| 2010-2011           | Nantes              | L2                  | 36         | 12         | CF+CdL          | 4+1             | 4+0             | -                  | -                  | -                  | -           | -           | -           | 41     | 16     |
| 2011-2012           | Nantes              | L2                  | 28         | 6          | CF+CdL          | 2+1             | 1+0             | -                  | -                  | -                  | -           | -           | -           | 31     | 7      |
| 2012-2013           | Nantes              | L2                  | 34         | 20         | CF+CdL          | 3+1             | 3+0             | -                  | -                  | -                  | -           | -           | -           | 38     | 23     |
| 2013-2014           | Nantes              | L1                  | 27         | 10         | CF+CdL          | 0+2             | 0+2             | -                  | -                  | -                  | -           | -           | -           | 29     | 12     |
| Totale Nantes       | Totale Nantes       | Totale Nantes       | 181        | 59         |                 | 17              | 10              |                    | -                  | -                  |             | -           | -           | 198    | 69     |
| 2014-2015           | Lazio               | A                   | 24         | 8          | CI              | 3               | 1               | -                  | -                  | -                  | -           | -           | -           | 27     | 9      |
| 2015-2016           | Lazio               | A                   | 27         | 3          | CI              | 1               | 0               | UCL+UEL            | 0+3                | 0+3                | SI          | 1           | 0           | 32     | 6      |
| 2016-2017           | Lazio               | A                   | 17         | 0          | CI              | 1               | 1               | -                  | -                  | -                  | -           | -           | -           | 18     | 1      |
| 2017-2018           | Lazio               | A                   | 0          | 0          | CI              | 0               | 0               | UEL                | 0                  | 0                  | SI          | 0           | 0           | 0      | 0      |
| Totale Lazio        | Totale Lazio        | Totale Lazio        | 68         | 11         |                 | 5               | 2               |                    | 3                  | 3                  |             | 1           | 0           | 77     | 16     |
| 2018-2019           | Chievo              | A                   | 13         | 1          | CI              | 1               | 0               | -                  | -                  | -                  | -           | -           | -           | 14     | 1      |
| 2019-2020           | Chievo              | B                   | 30+3       | 9+1        | CI              | 1               | 0               | -                  | -                  | -                  | -           | -           | -           | 34     | 10     |
| 2020-2021           | Chievo              | B                   | 26+1       | 4          | CI              | 0               | 0               | -                  | -                  | -                  | -           | -           | -           | 27     | 4      |
| Totale Chievo       | Totale Chievo       | Totale Chievo       | 69+4       | 14+1       |                 | 2               | 0               |                    | -                  | -                  |             | -           | -           | 75     | 15     |
| Totale carriera     | Totale carriera     | Totale carriera     | 365        | 101        |                 | 24              | 12              |                    | 9                  | 3                  |             | 1           | 0           | 399    | 116    |

### Cronologia presenze e reti in nazionale
| Cronologia completa delle presenze e delle reti in nazionale ― Serbia | Cronologia completa delle presenze e delle reti in nazionale ― Serbia | Cronologia completa delle presenze e delle reti in nazionale ― Serbia | Cronologia completa delle presenze e delle reti in nazionale ― Serbia | Cronologia completa delle presenze e delle reti in nazionale ― Serbia | Cronologia completa delle presenze e delle reti in nazionale ― Serbia | Cronologia completa delle presenze e delle reti in nazionale ― Serbia | Cronologia completa delle presenze e delle reti in nazionale ― Serbia |
| Data                                                                  | Città                                                                 | In casa                                                               | Risultato                                                             | Ospiti                                                                | Competizione                                                          | Reti                                                                  | Note                                                                  |
| --------------------------------------------------------------------- | --------------------------------------------------------------------- | --------------------------------------------------------------------- | --------------------------------------------------------------------- | --------------------------------------------------------------------- | --------------------------------------------------------------------- | --------------------------------------------------------------------- | --------------------------------------------------------------------- |
| 14-11-2012                                                            | San Gallo                                                             | Cile                                                                  | 1 – 3                                                                 | Serbia                                                                | Amichevole                                                            | 1                                                                     | 46’                                                                   |
| 6-2-2013                                                              | Nicosia                                                               | Cipro                                                                 | 1 – 3                                                                 | Serbia                                                                | Amichevole                                                            | -                                                                     | 46’                                                                   |
| 22-3-2013                                                             | Zagabria                                                              | Croazia                                                               | 2 – 0                                                                 | Serbia                                                                | Qual. Mondiali 2014                                                   | -                                                                     | 9’                                                                    |
| 26-3-2013                                                             | Novi Sad                                                              | Serbia                                                                | 2 – 0                                                                 | Scozia                                                                | Qual. Mondiali 2014                                                   | -                                                                     | 69’                                                                   |
| 10-9-2013                                                             | Cardiff                                                               | Galles                                                                | 0 – 3                                                                 | Serbia                                                                | Qual. Mondiali 2014                                                   | 1                                                                     |                                                                       |
| 11-10-2013                                                            | Novi Sad                                                              | Serbia                                                                | 2 – 0                                                                 | Giappone                                                              | Amichevole                                                            | -                                                                     | 59’                                                                   |
| 15-10-2013                                                            | Jagodina                                                              | Serbia                                                                | 5 – 1                                                                 | Macedonia                                                             | Qual. Mondiali 2014                                                   | -                                                                     | 61’                                                                   |
| 15-11-2013                                                            | Dubai                                                                 | Russia                                                                | 1 – 1                                                                 | Serbia                                                                | Amichevole                                                            | 1                                                                     | 63’                                                                   |
| 5-3-2014                                                              | Dublino                                                               | Irlanda                                                               | 1 – 2                                                                 | Serbia                                                                | Amichevole                                                            | 1                                                                     | 86’                                                                   |
| 26-5-2014                                                             | Harrison                                                              | Serbia                                                                | 2 – 1                                                                 | Giamaica                                                              | Amichevole                                                            | -                                                                     | 69’                                                                   |
| 1-6-2014                                                              | Bridgeview                                                            | Panama                                                                | 1 – 1                                                                 | Serbia                                                                | Amichevole                                                            | -                                                                     | 66’                                                                   |
| 6-6-2014                                                              | San Paolo                                                             | Brasile                                                               | 1 – 0                                                                 | Serbia                                                                | Amichevole                                                            | -                                                                     | 81’                                                                   |
| 7-9-2014                                                              | Belgrado                                                              | Serbia                                                                | 1 – 1                                                                 | Francia                                                               | Amichevole                                                            | -                                                                     | 75’                                                                   |
| 11-10-2014                                                            | Erevan                                                                | Armenia                                                               | 1 – 1                                                                 | Serbia                                                                | Qual. Euro 2016                                                       | -                                                                     | 71’                                                                   |
| Totale                                                                |                                                                       | Presenze                                                              | 14                                                                    |                                                                       | Reti                                                                  | 4                                                                     |                                                                       |

## Palmarès

### Club
- Campionato di calcio serbo-montenegrino: 1

Stella Rossa: 2005-2006
- Coppa di Serbia e Montenegro: 1

Stella Rossa: 2005-2006

### Individuale
- Capocannoniere della Seconda divisione serba: 1

2006-2007 (16 gol)